# Mirosław Bryś
Mirosław Bryś (ur. 22 marca 1972 w Bielsku-Białej) – oficer Wojska Polskiego; były dowódca 4 Warmińsko-Mazurskiej Brygady Obrony Terytorialnej; szef Centralnego Wojskowego Centrum Rekrutacji (2023–2024).

## Życiorys
Żołnierz w służbie od 1991. Absolwent Wyższej Szkoły Oficerskiej Wojsk Zmechanizowanych we Wrocławiu (1995). Oficer 25 Dywizji Kawalerii Powietrznej, potem 25 BKPow. (służba w latach 1995–2009). W następnych latach zajmował stanowiska: specjalisty w Zarządzie Wojsk Aeromobilnych, dowódcy 6 batalionu powietrznodesantowego i zastępcy dowódcy 6 Brygady Powietrznodesantowej. W 2017 objął stanowisko dowódcy 4 Warmińsko-Mazurskiej Brygady Obrony Terytorialnej.  Służył w Polskich Kontyngentach Wojskowych w Iraku i Afganistanie. W 2022 powołany został na stanowisko dyrektora Biura ds. Programu „Zostań Żołnierzem Rzeczypospolitej” i pełnomocnika Ministra Obrony Narodowej do spraw utworzenia Centralnego Wojskowego Centrum Rekrutacji, następnie objął stanowisko szefa Centralnego Wojskowego Centrum Rekrutacji. 3 maja 2023 awansowany przez Prezydenta Rzeczypospolitej Polskiej na stopień generała brygady. 16 stycznia 2024 został odwołany ze stanowiska szefa Centralnego Wojskowego Centrum Rekrutacji przez ministra obrony narodowej Władysława Kosiniaka-Kamysza, po czym został skierowany do dyspozycji Dyrektora Departamentu Kadr MON, który wyznaczył go 17 stycznia 2024 do pełnienia służby w Inspektoracie Wsparcia Sił Zbrojnych w Bydgoszczy.
Wszedł w skład komitetu wspierającego kandydaturę Karola Nawrockiego na prezydenta RP w wyborach w 2025. W lipcu 2025 Karol Nawrocki zapowiedział powołanie Mirosława Brysia na zastępcę szefa Biura Bezpieczeństwa Narodowego. W sierpniu tego samego roku objął to stanowisko.

## Wykształcenie
Absolwent Zespołu Szkół Ogólnokształcących i Technicznych im. Marii Konopnickiej w Milówce.
W 1995 uzyskał tytuł zawodowy inżyniera w Wyższej Szkole Oficerskiej Wojsk Zmechanizowanych we Wrocławiu, na tej samej uczelni ukończył w 2001 Wyższy Kurs Specjalistyczny oficerów sztabów oddziałów i związków taktycznych. Magisterium obronił na Akademii Obrony Narodowej w 2004.

## Awanse
- podporucznik – 1995[2]

(...)
- generał brygady – 3 maja 2023[3] (data odebrania awansu)

## Odznaczenia
- Wojskowa odznaka „Za Rany i Kontuzje” – 2012[13]
- Krzyż Zasługi za Dzielność – 2006[14]
- Wojskowy Krzyż Zasługi z Mieczami – 2013[15]
- Gwiazda Iraku
- Gwiazda Afganistanu
- Srebrny Medal „Siły Zbrojne w Służbie Ojczyzny”
- Srebrny Medal „Za zasługi dla obronności kraju”
- Brązowy Medal „Za zasługi dla obronności kraju”
- Odznaka Skoczka Spadochronowego Wojsk Powietrznodesantowych z cyfrą „100”
- Wojskowa Odznaka Sprawności Fizycznej (wz. 2012)
- Odznaka Honorowa Wojsk Lądowych
- Odznaka pamiątkowa 6 BPD
- Odznaka tytułu honorowego "Zasłużony Żołnierz RP" III Stopnia (Brązowa)[16]
- Odznaka IV Klasy (Brązowa) „Za zasługi dla Związku Żołnierzy Wojska Polskiego”
- Medal Pamiątkowy Wielonarodowej Dywizji Centrum-Południe w Iraku z klamrą z cyfrą „2”
- Medal NATO za służbę w Jugosławii
- Medal NATO za udział w misji ISAF
- Medal DANCON March; SFOR (była Jugosławia) – Dania